# لبصارة (لبصارة)
لبصارة هي إحدى مشيخات المملكة المغربية، تتبع جغرافيا لعمالة وجدة أنكاد وإداريًا للبصارة. يقدر عدد سكانها بـ 2236 نسمة حسب الإحصاء الرسمي للسكان والسكنى لسنة 2004.